# بيل ويب (لاعب اتحاد الرغبي)
بيل ويب (بالإنجليزية: Bill Webb)‏ هو لاعب اتحاد الرغبي أسترالي، ولد في 18 مارس 1868 في دنيدن في نيوزيلندا، وتوفي في 1931 في سيدني في أستراليا.